# Saint-Maixme-Hauterive
Saint-Maixme-Hauterive és un municipi francès, situat al departament de l'Eure i Loir i a la regió de Centre – Vall del Loira. L'any 2007 tenia 427 habitants.

## Demografia

### Població
El 2007 la població de fet de Saint-Maixme-Hauterive era de 427 persones. Hi havia 154 famílies, de les quals 24 eren unipersonals (16 homes vivint sols i 8 dones vivint soles), 63 parelles sense fills, 51 parelles amb fills i 16 famílies monoparentals amb fills.
La població ha evolucionat segons el següent gràfic:
Habitants censats

### Habitatges
El 2007 hi havia 215 habitatges, 157 eren l'habitatge principal de la família, 42 eren segones residències i 16 estaven desocupats. Tots els 213 habitatges eren cases. Dels 157 habitatges principals, 138 estaven ocupats pels seus propietaris, 15 estaven llogats i ocupats pels llogaters i 4 estaven cedits a títol gratuït; 5 tenien dues cambres, 16 en tenien tres, 38 en tenien quatre i 98 en tenien cinc o més. 143 habitatges disposaven pel capbaix d'una plaça de pàrquing. A 59 habitatges hi havia un automòbil i a 88 n'hi havia dos o més.

### Piràmide de població
La piràmide de població per edats i sexe el 2009 era:
| Homes | Edats   | Dones |
| ----- | ------- | ----- |
| 0     | 95 o +  | 0     |
| 0     | 90 a 94 | 0     |
| 4     | 85 a 89 | 0     |
| 0     | 80 a 84 | 0     |
| 12    | 75 a 79 | 0     |
| 4     | 70 a 74 | 4     |
| 4     | 65 a 69 | 16    |
| 12    | 60 a 64 | 8     |
| 16    | 55 a 59 | 16    |
| 24    | 50 a 54 | 12    |
| 16    | 45 a 49 | 12    |
| 16    | 40 a 44 | 20    |
| 0     | 35 a 39 | 4     |
| 16    | 30 a 34 | 8     |
| 8     | 25 a 29 | 8     |
| 24    | 20 a 24 | 16    |
| 16    | 15 a 19 | 20    |
| 12    | 10 a 14 | 4     |
| 0     | 5 a 9   | 0     |
| 12    | 0 a 4   | 8     |

## Economia
El 2007 la població en edat de treballar era de 281 persones, 207 eren actives i 74 eren inactives. De les 207 persones actives 196 estaven ocupades (101 homes i 95 dones) i 11 estaven aturades (6 homes i 5 dones). De les 74 persones inactives 30 estaven jubilades, 24 estaven estudiant i 20 estaven classificades com a «altres inactius».

### Ingressos
El 2009 a Saint-Maixme-Hauterive hi havia 154 unitats fiscals que integraven 415 persones, la mediana anual d'ingressos fiscals per persona era de 21.356 €.

### Activitats econòmiques
Dels 21 establiments que hi havia el 2007, 7 eren d'empreses de construcció, 5 d'empreses de comerç i reparació d'automòbils, 1 d'una empresa de transport, 1 d'una empresa d'informació i comunicació, 1 d'una empresa financera, 1 d'una empresa immobiliària, 4 d'empreses de serveis i 1 d'una empresa classificada com a «altres activitats de serveis».
Dels 8 establiments de servei als particulars que hi havia el 2009, 1 era un paleta, 1 fusteria, 5 lampisteries i 1 electricista.
L'any 2000 a Saint-Maixme-Hauterive hi havia 11 explotacions agrícoles que ocupaven un total de 1.560 hectàrees.

## Poblacions més properes
El següent diagrama mostra les poblacions més properes.